# Championnats panaméricains d'escrime 2009
Navigation
Édition précédente Édition suivante
Les 4es championnats panaméricains d'escrime se déroulent à San Salvador au Salvador du 2 au 9 septembre 2009.

## Médaillés
| Épreuves                               | Or              | Argent           | Bronze                                       |
| -------------------------------------- | --------------- | ---------------- | -------------------------------------------- |
| Épée                                   |                 |                  |                                              |
| Hommes individuel résultats détaillés  | Rubén Limardo   | Cody Mattern     | Hugues Boisvert-Simard Weston Kelsey         |
| Hommes par équipes résultats détaillés | Venezuela       | Canada           | États-Unis                                   |
| Femmes individuel résultats détaillés  | Courtney Hurley | Lindsay Campbell | Eliana Lugo Karilin Rojas                    |
| Femmes par équipes résultats détaillés | États-Unis      | Canada           | Venezuela                                    |
| Fleuret                                |                 |                  |                                              |
| Hommes individuel résultats détaillés  | Kurt Getz       | Gerek Meinhardt  | Étienne Lalonde-Turbide Miles Chamley-Watson |
| Hommes par équipes résultats détaillés | États-Unis      | Brésil           | Canada                                       |
| Femmes individuel résultats détaillés  | Nzingha Prescod | Yulita Suarez    | Nicole Ross Ambika Singh                     |
| Femmes par équipes résultats détaillés | États-Unis      | Canada           | Venezuela                                    |
| Sabre                                  |                 |                  |                                              |
| Hommes individuel résultats détaillés  | Jason Rogers    | James Williams   | Philippe Beaudry Timothy Morehouse           |
| Hommes par équipes résultats détaillés | États-Unis      | Venezuela        | Canada                                       |
| Femmes individuel résultats détaillés  | Mariel Zagunis  | Daria Schneider  | Monica Aksamit Eileen Grench                 |
| Femmes par équipes résultats détaillés | États-Unis      | Venezuela        | Canada                                       |

## Tableau des médailles
| Rang  | Nation     | Or | Argent | Bronze | Total |
| ----- | ---------- | -- | ------ | ------ | ----- |
| 1     | États-Unis | 10 | 5      | 7      | 22    |
| 2     | Venezuela  | 2  | 3      | 4      | 9     |
| 3     | Canada     | 0  | 3      | 6      | 9     |
| 4     | Brésil     | 0  | 1      | 0      | 1     |
| 5     | Panama     | 0  | 0      | 1      | 1     |
| Total | Total      | 12 | 12     | 18     | 42    |